# Hemaýat Kömekow
Hemaýat Kömekow (* 3. května 1991 Turkmenská SSR, Sovětský svaz) je turkmenský fotbalista a reprezentant hrající na postu obránce. V současnosti působí v turkmenském klubu HTTU Ašchabad.

## Reprezentace
V A-mužstvu Turkmenistánu debutoval 21. března 2011 proti Pákistánu (výhra 3:0). Další reprezentační start si připsal při remíze 1:1 25. března 2011 s Indií. 26. ledna 2012 nastoupil k neoficiálnímu zápasu turkmenské reprezentace proti domácímu polskému klubu Legia Warszawa, který skončil prohrou asijského týmu 1:4. Kömekow šel na hřiště do druhého poločasu za stavu 0:3.